# Велика Павлівка
Вели́ка Павлі́вка — село в Україні, у Зіньківській міській громаді Полтавського району Полтавської області. Населення становить 1813 осіб. Колишній центр Великопавлівської сільської ради.

## Географія

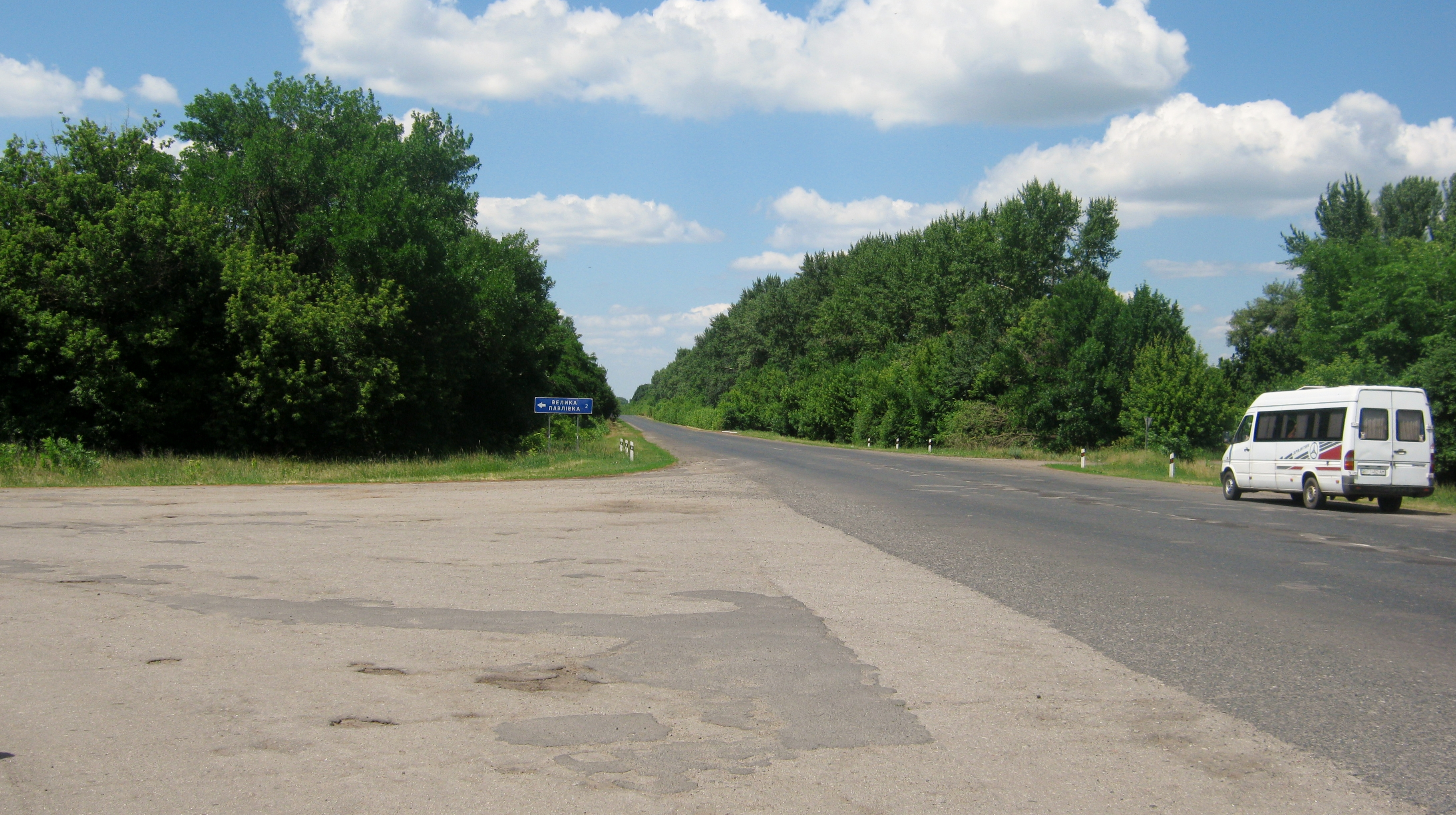
Автошлях Т1706 за 2 км від села

Село розташоване біля витоків річки Лютенька, примикає до села Бобрівник. По селу протікає струмок. Поруч проходить автомобільна дорога Т 1706.

## Історія

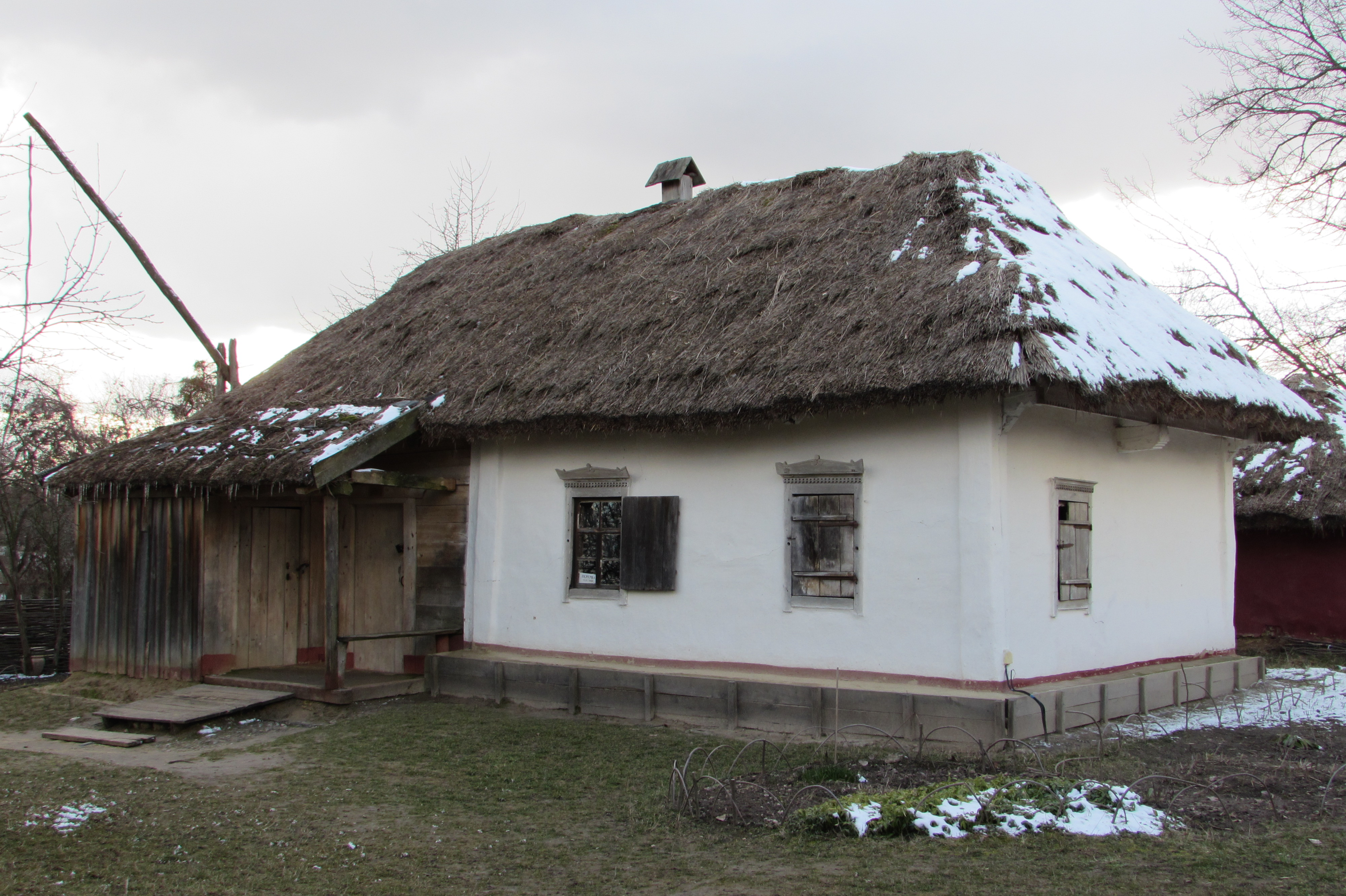
Хата із с. Велика Павлівка. Зараз знаходиться у музеї Пирогів.

Виникло на початку XVIII століття під назвою Павлівка. Уперше згадується в універсалі гетьмана Івана Скоропадського 1710 року. Цього ж року віддане Скельському монастирю.
За Генеральним описом 1765—1769 років входило до складу 2-ї Зіньківської сотні Гадяцького полку; з 1781 — до Говтвянського повіту Київського намісництва; з 1802 — у складі Зіньківського повіту Полтавської губернії.
За переписом 1803 року в селі налічувалися 61 вітряк, олійниця, кузня. Козакам належало 4000 дес. землі, 80 дес. вигонів; решта земель — селянам, мешканцям інших волостей.
За даними 1883 року до села входили хутори: Багацьких, Безпалих, Василенки, Горобії, Карасівщина, Чорняки, Микитченків, Товчигречки, Тютюрівщина, Федорівка та інші. 1844 року в селі відкрито народну школу на 183 учні. Діяла і церковно-парафіяльна школа (1847 року навчалося 47 учнів).
До 1917 року в селі було 2 трьохкласні церковно-парафіяльні та 2 чотирьохкласні школи. 1911 року відкрито Великопавлівське початкове сільське училище.
Радянську окупація розпочалась в січні 1918 року. Першим головою революційного комітету обрано Я. І. Багацького. Разом із загоном Бобра повстанці М.Мандика здійснили декілька нападів (у листопаді 1920 року і січні 1921 року) на село.
Жертвами голодомору 1932—1933 років стали 95 осіб.
Село у часи німецько-радянської війни було окуповане нацистськими військами з 9 жовтня 1941 до 7 листопада 1943 року. Село було зруйноване майже повністю. Спалено 115 будинків; до Німеччини на примусові роботи вивезено 345 чоловік, загинуло на фронтах 399 односельчан, при визволенні села — 469 радянських воїнів.
12 червня 2020 року, відповідно до розпорядження Кабінету Міністрів України № 721-р «Про визначення адміністративних центрів та затвердження територій територіальних громад Полтавської області», село увійшло до складу Зіньківської міської громади.
19 липня 2020 року, в результаті адміністративно - територіальної реформи та ліквідації Зіньківського району, село увійшло до складу новоутвореного Полтавського району Полтавської області.

## Населення
| Рік  | Дворів | Жителів |
| ---- | ------ | ------- |
| 1803 | 903    |         |
| 1859 | 623    | 4633    |
| 1900 | 988    | 5206    |
| 1926 | 1145   | 5383    |
| 1990 |        | 2148    |
| 2001 |        | 1813    |

### Мова
Розподіл населення за рідною мовою за даними перепису 2001 року:
| Мова       | Кількість | Відсоток |
| ---------- | --------- | -------- |
| українська | 1797      | 99.12%   |
| російська  | 15        | 0.82%    |
| білоруська | 1         | 0.06%    |
| Усього     | 1813      | 100%     |

## Інфраструктура
У селі знаходяться:
- сільське відділення зв'язку;

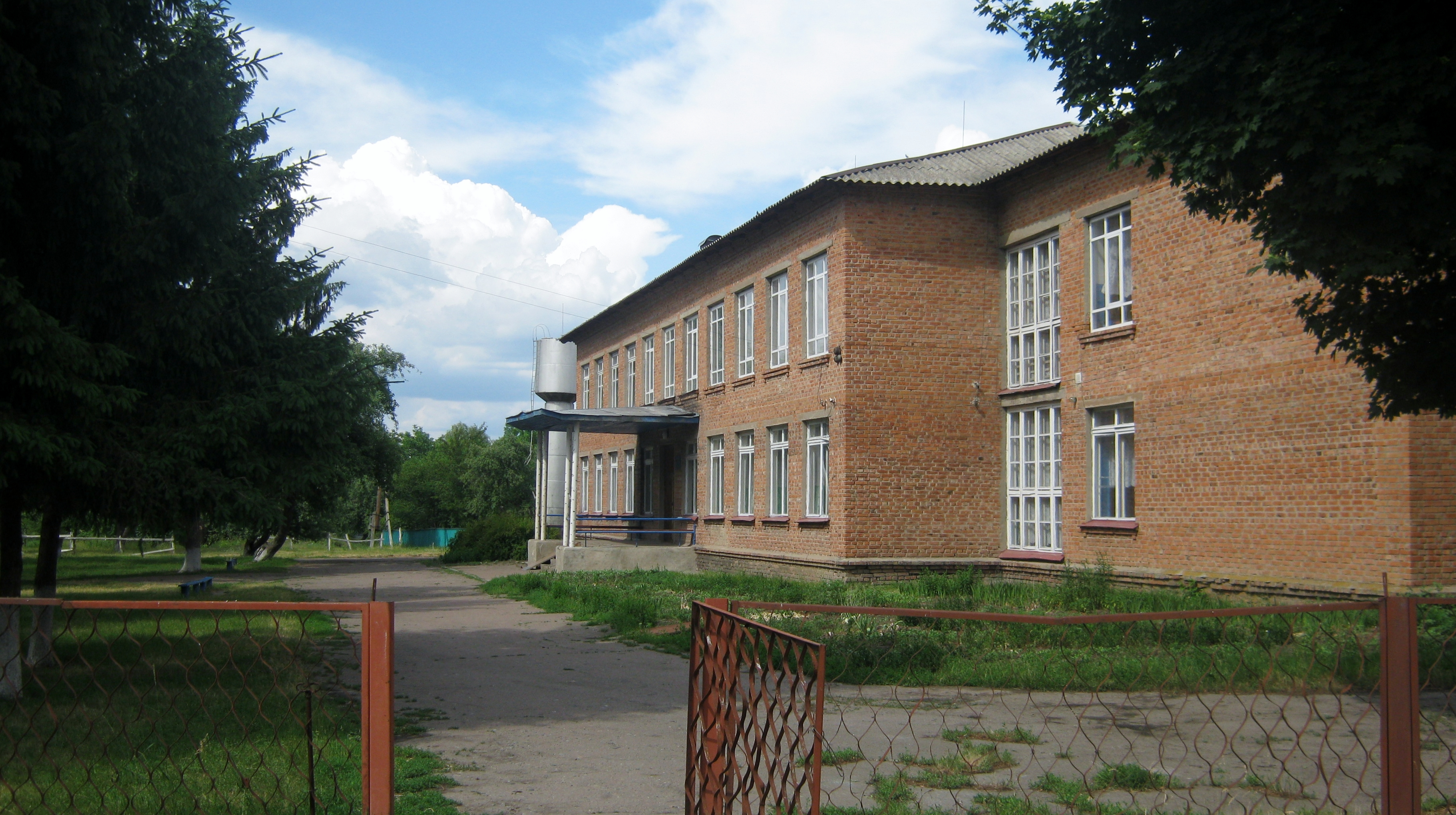
Загальноосвітня школа

- Великопавлівська спеціалізована школа І-ІІІ ступенів Зіньківської районної ради Полтавської області[5][6];
- дільнична лікарня на 25 ліжок;
- фельдшерсько-акушерний пункт;
- Великопавлівський дошкільний навчальний заклад дитячий садок «Берізка» (50 місць);
- Будинок культури (400 місць);
- Великопавлівська сільська бібліотека-філіал Зіньківської ЦБС (понад 17,3 одиниць зберігання).

## Архітектура
- парк, закладений на честь Юрія Гагаріна.

культові споруди:
- Петро-Павлівська церква (збудована 1882 року; нині не діюча).
- Успенська церква (кінець 17 століття).

Пам'ятники:
- В. І. Чапаєву (збудований 1967 року);
- Меморіальний комплекс братській могилі радянських воїнів, полеглим 1943 року при визволенні села (збудований 1957 року);
- пам'ятник воїнам-односельчанам, загиблим у роки радянсько-німецької війни.

## Економіка
- Молочно-товарна ферма.
- ТОВ «Агросервіс».

## Уродженці
- Антощенко-Оленєв Валентин Йосипович — казахський графік;
- Мусієнко Олекса Григорович — письменник;
- Сердюк Павло Олександрович (1926-1999) — літературний критик, літературознавець;
- Тереховський Мартин Матвійович — лікар, натураліст, професор;
- Фенько Степан Григорович — Герой Радянського Союзу;
- Андрущенко Мефодій Трохимович — Герой Соціалістичної Праці;
- Курмаз Тетяна Дмитрівна — повний кавалер Орденів Трудової Слави;
- Сухорада Павло Федорович — письменник-прозаїк.